# Sierra La Madera
La Sierra La Madera es una Sierra y una Región Terrestre Prioritaria (RTP) en los municipios de Cuatrociénegas y Ocampo, estado de Coahuila, México; tiene una superficie de 928 km², la cima está a 3,040 m s. n. m. con 1,890 metros de prominencia; por lo que es un pico ultraprominente, y tiene 217.97 kilómetros de aislamiento. Las llanuras de matorrales alrededor del Sierra La Madera están casi despobladas.

## Características
La RTP está constituida por un macizo montañoso de más de 3,000 m s. n. m. Su valor como para la conservación consiste en la presencia de endemismos y en constituir un corredor biológico con Cuatrociénegas y la Sierra La Fragua. Presenta importante diversidad ecosistémica, destacando el matorral desértico rosetófilo, el bosque de encino, el bosque de pino, chaparral y la asociación de encino con pastizal en la parte alta. El bosque de pino constituye el ecosistema más representativo del área. Existen cactáceas endémicas. Hay presencia de osos y pumas.
Los tipos de clima predominantes son Árido semicálido (BSohw), Árido templado (BSokw) y Semiárido templado (BS1kw). La temperatura media anual es de 25 °C, el mes más caluroso es junio con temperatura promedio es de 34 °C, y el más frío es enero con 14 °C. La precipitación media anual es de 442 milímetros, el mes más húmedo es septiembre con un promedio de 105 mm de precipitación y el más seco es marzo con 6 mm de precipitación.